# Colin Wilson
Colin Henry Wilson (26. června 1931, Leicester, Spojené království – 5. prosince 2013) byl britský spisovatel, filozof a autor řady románů. Podílel se také na tvorbě mnoha filmových scénářů (např. Ztracený svět: Jurský park), psal dále zejména o zločinu a mysticismu. Byl také autorem fiktivních příběhů.